# Madeleine Pak Pong-son
Pour les articles homonymes, voir Sainte Madeleine et Pak.
Madeleine Pak Pong-son (en coréen 박봉손 막달레나) est une laïque chrétienne coréenne, née en 1796 à Séoul en Corée, morte décapitée le 26 septembre 1839 à Séoul.
Reconnue martyre et béatifiée en 1925 par Pie XI, elle est solennellement canonisée à Séoul par le pape Jean-Paul II le 6 mai 1984 avec 102 autres martyrs de Corée. 
Sainte Madeleine Pak Pong-son est fêtée le 26 septembre et le 20 septembre.

## Biographie
Madeleine Pak Pong-son naît en 1796 dans la ville de Séoul, en Corée. Elle est issue d'une famille non chrétienne. 
Elle se marie à quinze ans, et épouse un homme non chrétien. Ils ont deux enfants, deux filles. Quand son mari meurt, elle rentre chez elle à Séoul. 
Sa belle-mère, Cécile Kim, l'attendait dans la maison de Séoul. Elle parle à Madeleine du catholicisme, et la persuade de devenir catholique en 1834. Madeleine vit alors chez le frère de sa belle-mère, à l'extérieur de la porte sud de Séoul. Une douzaine de pauvres gens vivent là avec eux ; Madeleine est très gentille et charitable envers eux, au point de s'en oublier presque. Un témoin dit d'elle que tous ceux qui l'ont vue admiraient son dévouement à l'amour de Dieu et de ses voisins. 
Lors des persécutions, Madeleine attend calmement une arrestation éventuelle, en restant chez elle. Arrêtée, Madeleine Pak Pong-son est torturée à plusieurs reprises. À chaque fois, elle refuse de renier sa foi et de dénoncer les autres catholiques. Ses jambes sont tordues et ses tibias sont rudement frappés, mais elle dit juste qu'elle veut mourir pour Dieu. Le 26 septembre 1839, elle est décapitée à l'extérieur de Séoul, à la Petite porte de l'Ouest, en compagnie de huit autres catholiques.

## Canonisation
Madeleine Pak Pong-son est reconnue martyre par décret du Saint-Siège le 9 mai 1925 et ainsi proclamée vénérable. Elle est béatifiée (proclamée bienheureuse) le 6 juin suivant par le pape Pie XI.
Elle est canonisée (proclamée sainte) par le pape Jean-Paul II le 6 mai 1984 à Séoul en même temps que 102 autres martyrs de Corée,. 
Sainte Madeleine Pak Pong-son est fêtée le 26 septembre, jour anniversaire de sa mort, et le 20 septembre, qui est la date commune de célébration des martyrs de Corée.